# Лойола, Фелипе
Фелипе Игнасио Лойола Олеа (исп. Felipe Ignacio Loyola Olea; род. 9 ноября 2000, Сантьяго) — чилийский футболист, полузащитник клуба «Уачипато» и сборной Чили.

## Клубная карьера
Лойола — воспитанник клуба «Коло-Коло». В 2020 году игрок был отдан в аренду в «Артуро Фернандес Виаль». 25 сентября в матче против «Лаутаро де Бюин» он дебютировал в Третьей лиге Чили. 6 ноября в поединке против «Колина» Фелипе забил свой первый гол за «Артуро Фернандес Виаль». По итогам сезона игрок помог команде выйти в более высокий дивизион, а клуб выкупил его трансфер. 24 июля 2021 года в матче против «Депортес Санта-Крус» он дебютировал в чилийской Примере B.
В начале 2023 года Лойола на правах аренды перешёл в «Уачипато». 3 марта в матче против «Палестино» он дебютировал в чилийской Примере. 22 июля в поединке против «О’Хиггинс» Фелипе забил свой первый гол за «Уачипато». 

## Международная карьера
17 октября 2023 года в отборочном матче чемпионата мира 2026 года против сборной Венесуэлы Лойола дебютировал за сборную Чили.
В 2023 году в составе олимпийской сборной Чили Лойола принял участие в домашних Панамериканских играх. На турнире он сыграл в матчах против команд Мексики, Уругвая, США и Бразилии. 